# 저 하늘에도 슬픔이 (1965년 영화)
"저 하늘에도 슬픔이"는 신봉승 각색, 김수용 감독의 1965년 대한민국의 흑백영화이다. 이윤복(李潤福)의 동명의 수기가 원작이다. 영화 필름을 잃어버린 것으로 알려졌다가 2014년에 대만영상자료원에 있는 것이 밝혀져, 한국영상자료원이 디지털 시네마로 복원했다.

## 줄거리
초등학교 4학년생인 이윤복은 가난한 가정에서 살아간다. 그런데다, 아버지는 노름판에서 세월을 보내며, 어머니는 아버지와 싸운 끝에 집을 나갔다. 이런 한심한 사정이지만 윤복은 구두닦기 등을 하면서 어린 동생들을 보살핀다. 때로는 사과로 한 끼를 때우는 등, 피눈물 나는 생활 속에서도 윤복은 그날그날의 감상을 일기(日記)로 남긴다. 그 동안에 윤복은 텃세하는 구두닦기 애들한테 뭇매를 맞는 등 곤경을 치르지만, 그가 쓴 일기가 마침내 담임 선생의 호의로 세상에서 빛을 보게 되었다. 일기책은 곧 매진되었으며, 각계로부터 따뜻한 온정의 손길이 이들 가정에 몰려온다. 그 뒤, 노름꾼이었던 아버지가 자신의 잘못을 뉘우쳐 깨닫고 집으로 돌아오며, 집을 나갔던 어머니도 돌아온다.

## 개요
이윤복의 수기(手記)를 영화화한 작품으로, 멀리는 최인규의 <수업료>, 가깝게는 유현목의 <구름은 흘러도>를 떠오르게 할 만큼, 이른바 ‘소년 소녀들의 눈을 통해 본 이 세상’을 소담하게 그려주었다. 김천만·김용연의 연기는 기성 연기자를 무색하게 할 만큼 뛰어났다. 제3회 청룡상에서 감독상 및 특별상(김용연), 제5회 대종상에서 특별 장려상(김용연), 제9회 부일상, 특별상(김천만)을 수상하였다. 1965년 국제 극장에서 개봉돼 서울에서 관객 28만 5000명을 동원하며 당시 흥행 순위 2위에 올랐다.

## 출연
- 신영균
- 김천만
- 김용연

## 필름 복원 및 복제
2013년, 한국예술종합학교 김소영 교수의 제보로 대만 영상자료원이 듀프네가 필름을 보관하고 있다는 것을 확인하였다.
대만 영상자료원이 보유한 필름은 중국어 자막어 입혀진 상태었고 수축 및 스크래치 등 손상은 있었으나 전권이 사운드와 함께 보존되어 있었다.
2014년 복원, 복제 작업을 위해 대만 영상자료원으로부터 필름을 대여 '서울무비웍스'를 통해 필름 마스터 프린트 작업을 하입을 하였다.